# Isopeda vasta
Isopeda vasta är en spindelart som först beskrevs av Ludwig Carl Christian Koch 1867.  Isopeda vasta ingår i släktet Isopeda och familjen jättekrabbspindlar.
Artens utbredningsområde är Queensland. Inga underarter finns listade i Catalogue of Life.